# إد شوارتز
إد شوارتز (بالإنجليزية: Ed Schwartz) هو مقدم برامج إذاعية أمريكي، ولد في 5 مايو 1946، وتوفي في 4 فبراير 2009 بسبب قصور كلوي.